# Бугуруслан
Бугуруслан (рус. Бугуруслан) град је у Русији у Оренбуршкој области. Према попису становништва из 2010. у граду је живело 49.737 становника.

## Становништво
Према прелиминарним подацима са пописа, у граду је 2010. живело 49.737 становника, 4.156 (7,71%) мање него 2002.
| 1939.  | 1959.  | 1970.  | 1979.  | 1989.  | 2002.  | 2010.  |
| ------ | ------ | ------ | ------ | ------ | ------ | ------ |
| 20.872 | 42.476 | 49.451 | 54.360 | 54.097 | 53.893 | 49.741 |